# Micropsectra globulifera
Micropsectra globulifera är en tvåvingeart som först beskrevs av Maurice Emile Marie Goetghebuer 1921.  Micropsectra globulifera ingår i släktet Micropsectra och familjen fjädermyggor.
Artens utbredningsområde är Belgien. Inga underarter finns listade i Catalogue of Life.